# Damier gorgone
Chlosyne gorgone
Espèce
Le Damier gorgone (Chlosyne gorgone) est une espèce de lépidoptères de la famille des Nymphalidae, de la sous-famille des Nymphalinae et du genre Chlosyne.

## Dénomination
Chlosyne gorgone a été nommé par Jakob Hübner en 1810.
Synonymes : Dryas gorgone Hübner, [1810].

### Sous-espèces
- Chlosyne gorgone gorgone
- Chlosyne gorgone carlota (Reakirt, 1866) la seule présente au Canada[1].

### Noms vernaculaires
Le Damier gorgone se nomme en anglais Gorgone Crescentspot.

## Description
Le Damier gorgone est un papillon orange et noir de taille moyenne. Son envergure varie entre 32 et 45 mm
Le dessus présente aux antérieures une bande marginale noire, une ligne de grands damiers orange, puis de petits damiers orange, alors qu'aux postérieures, fait suite à la bande marginale noire une bande submarginale de damiers orange centrés d'un point noir, puis la ligne de grands damiers orange comme aux antérieures et une partie basale foncée.
Le revers des antérieures est orange bordé de chevrons blancs alors que les postérieures sont argentées avec une ligne médiane de chevrons blancs.

### Chenille
La chenille est généralement noire, mais il existe une forme de couleur orange.

## Biologie

### Période de vol et hivernation
L'imago vole en juillet août en une génération dans le nord de son aire, en deux générations de mai à septembre au centre et en trois générations d'avril à septembre au sud de son aire.
Il hiberne au troisième ou au quatrième stade de la chenille.

### Plantes hôtes
Les plantes hôtes de la chenille sont diverses : Helianthus, Ambrosia trifida, Iva xanthifolia, Viguiera multiflora et pour la sous-espèce Lippia lanceolata, Lippia nodiflora, Helianthus annuus, Linaria vulgaris, Ambrosia trifida, des Lysimachia et des Eriogonum .

## Écologie et distribution
Il est présent en Amérique du Nord, au Canada en Alberta et Ontario, dans tout le centre des États-Unis, des Montagnes Rocheuses aux Appalaches, du Dakota du Nord au Texas et de l'Utah au Kentucky,.

### Biotope
Il réside dans les prairies.

### Protection
Pas de statut de protection particulier.